# Centamin
Centamin plc ist eine Aktiengesellschaft, die vorwiegend auf dem Arabisch-Nubischen Schild Goldbergbau betreibt. Das Unternehmen ist rechtlich auf der britischen Kanalinsel Jersey eingetragen, der Verwaltungssitz befindet sich in Mount Pleasant (West-Australien). Weitere Büros bestehen in London (Vereinigtes Königreich) und Alexandria (Ägypten). Die Gesellschaft ist an den Börsen London Stock Exchange und Toronto Stock Exchange gelistet sowie Bestandteil des FTSE 250 Index.

## Geschichte
Centamin wurde im Jahr 1970 zuerst an der Australian Stock Exchange gelistet. Im Jahre 1999 erwarb das Unternehmen Pharaoh Gold Mines, die seit 1995 in Ägypten nach Gold suchte. Nach der Übernahme erfolgte die Umbenennung in „Centamin Egypt“. Die Firma erhielt 2005 Explorationsrechte für ein 160 Quadratkilometer umfassendes großes Gebiet in der östlichen Wüste Ägyptens, das unter dem Namen Sukari Gold Projekt bekannt wurde. Zwei Jahre später, 2007, wurden die Aktien der Gesellschaft auch an der Toronto Stock Exchange gelistet, um die für den Bau der Mine notwendigen Geldmittel einzuwerben. Das erste Gold wurde im Juni 2009 gefördert, die sogenannte kontinuierliche kommerzielle Produktion wurde im Jahr 2010 aufgenommen. Im November 2009 wechselte die Gesellschaft an die London Stock Exchange und gab die Notierung an der Australian Stock Exchange im Jahr 2010 auf. 
 Im Jahr 2011 verlegte Centamin seinen Firmensitz auf die Kanalinsel Jersey und änderte den offiziellen Firmennamen in „Centamin plc“.

## Produktion
Das Unternehmen betreibt das Goldbergwerk Sukari in der östlichen Wüste Ägyptens ca. 700 km von Kairo und ca. 25 km vom Roten Meer entfernt. Sukari ist das erste neuzeitliche Goldbergwerk in Ägypten, ein Land, das in der Antike als Goldproduzent von Bedeutung war.

Die Goldproduktion in Feinunzen von 2010 bis 2019 belief sich auf
| Jahr             | 2010    | 2011    | 2012    | 2013    | 2014    | 2015    | 2016    | 2017    | 2018    | 2019    |
| ---------------- | ------- | ------- | ------- | ------- | ------- | ------- | ------- | ------- | ------- | ------- |
| Geförderte Menge | 150.289 | 202.699 | 262.828 | 356.943 | 377.261 | 439.072 | 551.035 | 554.659 | 472.418 | 480.528 |

Quelle: Centamin Jahresberichte 2010–2019